# Sackmuseum

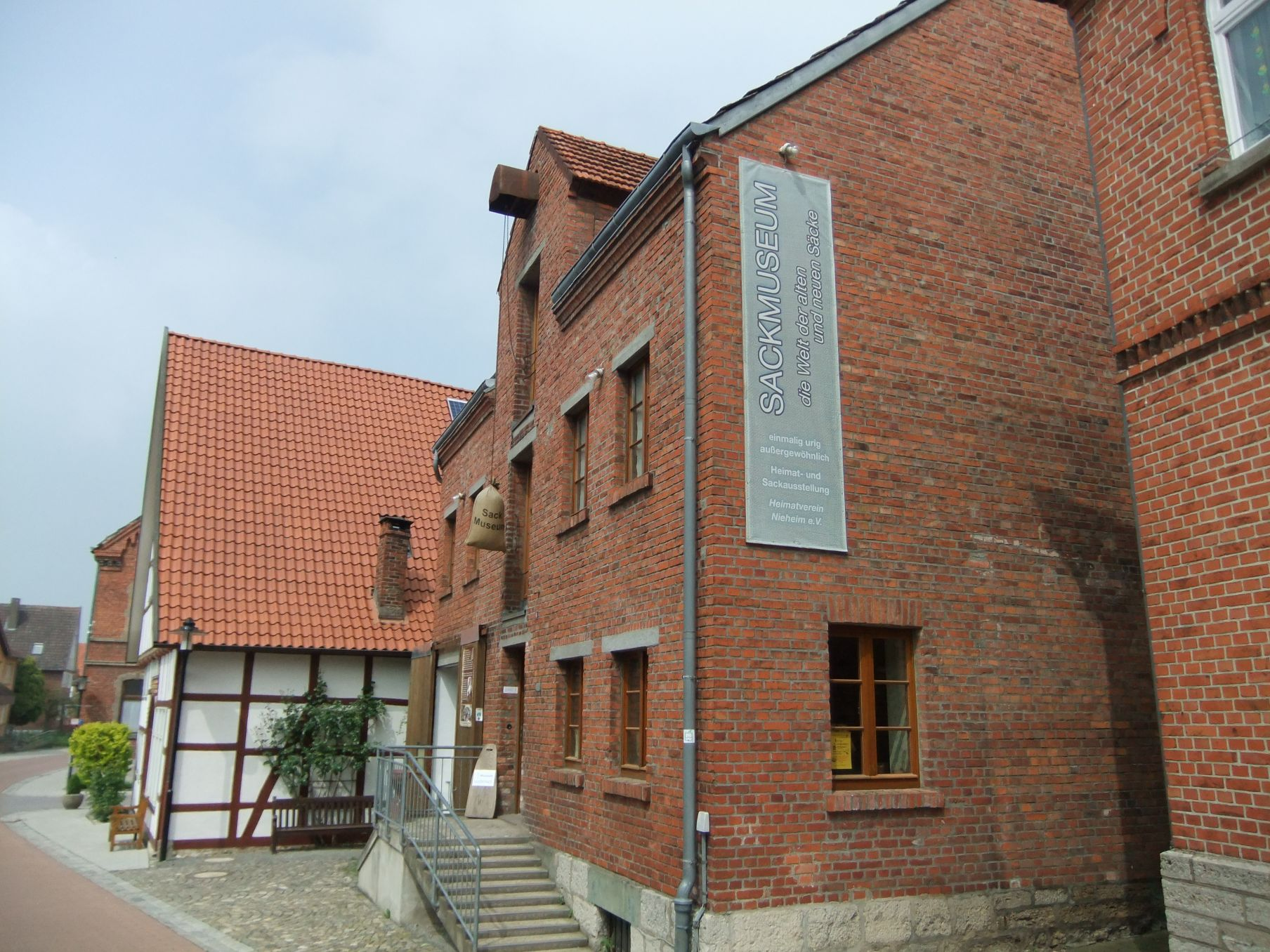
Sackmuseum Nieheim

Das Sackmuseum – die Welt der alten und neuen Säcke im alten Kornhaus Nieheim ist ein Museum in Nieheim (Nordrhein-Westfalen), in dem Säcke – Beutel – Tüten aller Art gesammelt und ausgestellt werden. Träger des Museums ist der Heimatverein Nieheim e.V.
Das Haus wurde 1998 vom Heimatverein Nieheim gekauft, umgebaut und als Sackmuseum eingerichtet. In dem Gebäude, das 1908 von dem Händler Salli Ikenberg erbaut wurde, befand sich ein Landhandel, in dem Getreide, Kartoffeln, Saatgut, Tierfutter, Dünger und dergleichen in Säcken gehandelt wurden.
Mittlerweile verfügt das Museum über eine ansehnliche Sammlung von Säcken, Beuteln und Tüten aller Art. Vom wohl kleinsten Postsack der Welt bis zum größten, dem Hopfensack, gibt es im Sackmuseum alles zum Thema Sack zu sehen. Denn auch Geld, Briefe und Päckchen, Kohlen, Schuhe, Instrumente, Aussteuer, Kleider bis hin zum Müll wurden bzw. werden in Säcken transportiert. Aber auch der Strohsack, auf dem man schlief, der Dudelsack, mit dem man musiziert, und der Klingelbeutel gehören zum Fundus.
Das Erdgeschoss dient der Museumsdidaktik, wird als Versammlungsraum genutzt und kann für Feste und dergleichen gemietet werden. Außerdem werden hier einige Objekte aus der Kultur- und Heimatgeschichte gezeigt.
Ergänzt wird die Ausstellung durch eine alte Sackflickerwerkstatt, zwei Sackausklopfmaschinen und eine kleine Sackdruckerei.
In der Sendung ZDF Magazin Royale würdigte der Moderator Jan Böhmermann das Museum am 30. April 2021 vor einem Millionenpublikum, indem er es wie folgt verglich: Der deutsche Film sei „abwechslungsreich wie ein Besuch im Sackmuseum Nieheim“.